# Hrabstwo LaRue
Hrabstwo LaRue – hrabstwo w USA, w stanie Kentucky. Według danych z 2010 roku, hrabstwo zamieszkiwały 14193 osoby. Siedzibą hrabstwa jest Hodgenville.

## Miasta
- Hodgenville
- Upton

## CDP
- Buffalo
- Magnolia